# Coupe de France de rugby à XIII 1988-1989
Navigation
Édition précédente Édition suivante
La Coupe de France de rugby à XIII 1988-1989 est la 51e édition de la Coupe de France, compétition à élimination directe mettant aux prises des clubs de rugby à XIII amateurs et professionnels affiliés à la Fédération française de jeu à XIII (aujourd'hui Fédération française de rugby à XIII).

## Liste des équipes en compétition en huitièmes de finale
| \| SO Avignon US Le Pontet AS Carcassonne SM Pia AS Saint-Estève Pamiers XIII XIII Limouxin RC Saint-Gaudens RC Carpentras US Lyon-Villeurbanne US Villeneuve FC Lézignan XIII Catalan Toulouse olympique XIII Villefranche XIII Châtillon XIII \| Clubs prenant part à la Coupe de France de rugby à XIII 1989. |
| SO Avignon US Le Pontet AS Carcassonne SM Pia AS Saint-Estève Pamiers XIII XIII Limouxin RC Saint-Gaudens RC Carpentras US Lyon-Villeurbanne US Villeneuve FC Lézignan XIII Catalan Toulouse olympique XIII Villefranche XIII Châtillon XIII                                                                     |

## Tableau final
|  | Huitièmes de finale                 | Huitièmes de finale       |             |    | Quarts de finale | Quarts de finale |  |  | Demi-finales | Demi-finales |  |  | Finale 21 mai 1989       | Finale 21 mai 1989       |
|  | Huitièmes de finale                 | Huitièmes de finale       |             |    | Quarts de finale | Quarts de finale |  |  | Demi-finales | Demi-finales |  |  | Finale 21 mai 1989       | Finale 21 mai 1989       |
|  |                                     |                           |             |    |                  |                  |  |  |              |              |  |  |                          |                          |
|  | le 9 avril 1989 au Pontet           | le 9 avril 1989 au Pontet |             |    | à Arles          | à Arles          |  |  | à Perpignan  | à Perpignan  |  |  | Stadium municipal d'Albi | Stadium municipal d'Albi |
|  | le 9 avril 1989 au Pontet           | le 9 avril 1989 au Pontet |             |    | à Arles          | à Arles          |  |  | à Perpignan  | à Perpignan  |  |  | Stadium municipal d'Albi | Stadium municipal d'Albi |
|  | Avignon                             | 6                         |             |    | à Arles          | à Arles          |  |  | à Perpignan  | à Perpignan  |  |  | Stadium municipal d'Albi | Stadium municipal d'Albi |
|  | Avignon                             | 6                         |             |    | à Arles          | à Arles          |  |  | à Perpignan  | à Perpignan  |  |  | Stadium municipal d'Albi | Stadium municipal d'Albi |
|  | Carpentras                          | 3                         |             |    | à Arles          | à Arles          |  |  | à Perpignan  | à Perpignan  |  |  | Stadium municipal d'Albi | Stadium municipal d'Albi |
|  | Carpentras                          | 3                         | Avignon     | 13 |                  |                  |  |  | à Perpignan  | à Perpignan  |  |  | Stadium municipal d'Albi | Stadium municipal d'Albi |
|  | le 9 avril 1989 à Carpentras        |                           | Avignon     | 13 |                  |                  |  |  | à Perpignan  | à Perpignan  |  |  | Stadium municipal d'Albi | Stadium municipal d'Albi |
|  |                                     | Saint-Estève              | 6           |    |                  |                  |  |  | à Perpignan  | à Perpignan  |  |  | Stadium municipal d'Albi | Stadium municipal d'Albi |
|  | Saint-Estève                        | Saint-Estève              | 6           | 50 |                  |                  |  |  | à Perpignan  | à Perpignan  |  |  | Stadium municipal d'Albi | Stadium municipal d'Albi |
|  | Saint-Estève                        | à Limoux                  |             | 50 |                  |                  |  |  | à Perpignan  | à Perpignan  |  |  | Stadium municipal d'Albi | Stadium municipal d'Albi |
|  | Châtillon                           | 19                        |             |    |                  |                  |  |  | à Perpignan  | à Perpignan  |  |  | Stadium municipal d'Albi | Stadium municipal d'Albi |
|  | Châtillon                           | 19                        | Avignon     | 32 |                  |                  |  |  |              |              |  |  | Stadium municipal d'Albi | Stadium municipal d'Albi |
|  | le 9 avril 1989 à Albi              |                           | Avignon     | 32 |                  |                  |  |  |              |              |  |  | Stadium municipal d'Albi | Stadium municipal d'Albi |
|  |                                     | Carcassonne               | 6           |    |                  |                  |  |  |              |              |  |  | Stadium municipal d'Albi | Stadium municipal d'Albi |
|  | Carcassonne                         | Carcassonne               | 6           | 11 |                  |                  |  |  |              |              |  |  | Stadium municipal d'Albi | Stadium municipal d'Albi |
|  | Carcassonne                         | à Limoux                  |             | 11 |                  |                  |  |  |              |              |  |  | Stadium municipal d'Albi | Stadium municipal d'Albi |
|  | Villeneue-sur-Lot                   | 6                         |             |    |                  |                  |  |  |              |              |  |  | Stadium municipal d'Albi | Stadium municipal d'Albi |
|  | Villeneue-sur-Lot                   | 6                         | Carcassonne | 18 |                  |                  |  |  |              |              |  |  | Stadium municipal d'Albi | Stadium municipal d'Albi |
|  | le 9 avril 1989 à Salon-de-Provence |                           | Carcassonne | 18 |                  |                  |  |  |              |              |  |  | Stadium municipal d'Albi | Stadium municipal d'Albi |
|  |                                     | Pamiers                   | 5           |    |                  |                  |  |  |              |              |  |  | Stadium municipal d'Albi | Stadium municipal d'Albi |
|  | Pamiers                             | Pamiers                   | 5           | 36 |                  |                  |  |  |              |              |  |  | Stadium municipal d'Albi | Stadium municipal d'Albi |
|  | Pamiers                             | à Salon-de-Provence       |             | 36 |                  |                  |  |  |              |              |  |  | Stadium municipal d'Albi | Stadium municipal d'Albi |
|  | Lyon-Villeurbanne                   | 12                        |             |    |                  |                  |  |  |              |              |  |  | Stadium municipal d'Albi | Stadium municipal d'Albi |
|  | Lyon-Villeurbanne                   | 12                        | Avignon     | 12 |                  |                  |  |  |              |              |  |  |                          |                          |
|  | le 9 avril 1989 à Carcassonne       |                           | Avignon     | 12 |                  |                  |  |  |              |              |  |  |                          |                          |
|  |                                     | Le Pontet                 | 11          |    |                  |                  |  |  |              |              |  |  |                          |                          |
|  | Le Pontet                           | Le Pontet                 | 11          | 9  |                  |                  |  |  |              |              |  |  |                          |                          |
|  | Le Pontet                           |                           |             | 9  |                  |                  |  |  |              |              |  |  |                          |                          |
|  | XIII Catalan                        | 8                         |             |    |                  |                  |  |  |              |              |  |  |                          |                          |
|  | XIII Catalan                        | 8                         | Le Pontet   | 36 |                  |                  |  |  |              |              |  |  |                          |                          |
|  | le 9 avril 1989 à Pamiers           |                           | Le Pontet   | 36 |                  |                  |  |  |              |              |  |  |                          |                          |
|  |                                     | Limoux                    | 0           |    |                  |                  |  |  |              |              |  |  |                          |                          |
|  | Limoux                              | Limoux                    | 0           | 15 |                  |                  |  |  |              |              |  |  |                          |                          |
|  | Limoux                              | à Albi                    |             | 15 |                  |                  |  |  |              |              |  |  |                          |                          |
|  | Toulouse                            | 8                         |             |    |                  |                  |  |  |              |              |  |  |                          |                          |
|  | Toulouse                            | 8                         | Le Pontet   | 15 |                  |                  |  |  |              |              |  |  |                          |                          |
|  | le 9 avril 1989 à Aussillon         |                           | Le Pontet   | 15 |                  |                  |  |  |              |              |  |  |                          |                          |
|  |                                     | Pia                       | 9           |    |                  |                  |  |  |              |              |  |  |                          |                          |
|  | Pia                                 | Pia                       | 9           | 64 |                  |                  |  |  |              |              |  |  |                          |                          |
|  | Pia                                 |                           |             | 64 |                  |                  |  |  |              |              |  |  |                          |                          |
|  | Villefranche                        | 12                        |             |    |                  |                  |  |  |              |              |  |  |                          |                          |
|  | Villefranche                        | 12                        | Pia         | 45 |                  |                  |  |  |              |              |  |  |                          |                          |
|  | le 9 avril 1989 à Toulouse          |                           | Pia         | 45 |                  |                  |  |  |              |              |  |  |                          |                          |
|  |                                     | Saint-Gaudens             | 22          |    |                  |                  |  |  |              |              |  |  |                          |                          |
|  | Saint-Gaudens                       | Saint-Gaudens             | 22          | 9  |                  |                  |  |  |              |              |  |  |                          |                          |
|  | Saint-Gaudens                       |                           |             | 9  |                  |                  |  |  |              |              |  |  |                          |                          |
|  | Lézignan                            | 6                         |             |    |                  |                  |  |  |              |              |  |  |                          |                          |
|  | Lézignan                            | 6                         |             |    |                  |                  |  |  |              |              |  |  |                          |                          |

## Finale (dimanche 21 mai 1989)
(mt : 2 - 9)
Points marqués :
- Avignon : 2 essais de Reyre (46e) et Jouffret (71e) ; 1 transformation de T. Buttignol (46e) ; 1 pénalité de T. Buttignol (6e).
- Le Pontet : 1 essai de Fraisse (28e) ; 1 transformation de Fraisse (28e) ; 2 pénalités de Fraisse (2e) et P. Rocci (50e), 1 drop de P. Rocci (40e).

Évolution du score : 0-2, 2-2, 2-7, 2-9 (m.t.), 8-9, 8-11, 12-11.
Arbitre :  Alain Sablayrolles (Pyrénées)
Spectateurs : 6 000
Composition des équipes :
- Avignon : Marc Balleroy - Nicolas Reyre, Jean-Pierre Matter, Didier Buttignol, Philippe Revol - Richard Rouqueirol (o), Patrick Entat (m) - Jim Antonakos, Daniel Giacomoni (c), Geoff Blinkhorn, Yves Villoni, Thierry Buttignol, Frédéric Bissières - Christophe Jouffret, Frédéric Mas - Entraîneur : Jacques Lopez
- Le Pontet : Éric Stefani - Étienne Kaminski, David Fraisse, John Maguire, Marcel Criotier - Patrick Rocci (o), Jean-Marc Rocci (m) - Serge Titeux, Greg Sheridan, Nacer Redaouina, Harold Salmon, Jean-Michel Fillol, Thierry Bernabé - Michel Aubert, Jean-Charles Giorgi - Entraîneur : Marius Frattini

Côté Pontet, la finale se dispute sans Marc Palanques et Christian Maccali.